# Aeropuerto de Galway
El Aeropuerto de Galway (en inglés: Galway Airport; en irlandés: Aerphort na Gaillimhe) (código IATA: GWY - código ICAO: EICM), está situado en la localidad de Carnmore, a 9 km al este de Galway, Irlanda. 
Carece de tráfico aéreo desde el 31 de octubre de 2011, cuando Aer Arann dejó de operar vuelos comerciales en este aeropuerto.

## Historia
En 1918, se construyó una pista de aterrizaje para el Real Cuerpo Aéreo inglés en la cercana Oranmore. Posteriormente fue utilizado por Aer Arann, un aeroclub y aerolínea local, y operadores privados. Sin embargo, seguía siendo una franja de césped y prácticamente no se podía utilizar en invierno. Ernest Steiner, un empresario alemán, construyó su propia franja frente a su fábrica en Carnmore. Aer Arann también se mudó allí y comenzó a operar desde allí en 1974.
La pista se amplió a 1200 metros y se completó el 2 de marzo de 1987. Aunque podía acomodar aviones más grandes, seguía siendo inadecuada para aviones a reacción y estaba enteramente servida por aviones turbohélice regionales como el ATR 42 franco-italiano. El primer avión llegó al aeropuerto el 30 de marzo procedente de Ohio, Estados Unidos. Era un Grumman Gulf-Stream II de 12 plazas y muchos más aviones comerciales pequeños utilizaban el aeropuerto por aquel entonces. En junio de ese año se completó un proyecto de iluminación de terminal y pista.
Su operación comercial comenzó en enero de 1988, Aer Lingus reintrodujo la ruta al aeropuerto de Dublín; en marzo, Ryanair lanzó una nueva ruta a Londres-Luton y luego la desvió a Londres-Stansted. Las dos aerolíneas entraron en una guerra comercial: Ryanair ofrecía vuelos baratos directos a Londres y Aer Lingus a Londres-Heathrow, Ámsterdam y París en días seleccionados vía Dublín. En 1991, debido a la reestructuración empresarial, Ryanair retiró su servicio a Londres y pronto lo haría Aer Lingus.
En 1994, Aer Arann inició la ruta a Dublín con el apoyo del plan de obligaciones de servicio público financiado por el Estado. La ruta operaba tres veces al día hasta que se retiraron los fondos estatales en 2011 y la aerolínea cesó los servicios en la ruta. En septiembre de 2001, lanzaron un servicio a Londres-Luton y en 2003 el factor de ocupación era del 73%. El pasajero número un millón pasó por el aeropuerto en abril de 2002. El aeropuerto estaba ganando popularidad y en 2003 Aer Arann lanzó dos rutas más a Mánchester y Edimburgo y en 2004 se lanzaron dos rutas más a Birmingham y Lorient.
En 2007, Galway era oficialmente el aeropuerto de más rápido crecimiento en Irlanda, superando rápidamente a los aeropuertos internacionales con un crecimiento de pasajeros del 63% anual en ese momento. Se prestaron servicios directos a dieciséis destinos: Bristol, Cardiff, Cork, Dublín, Edimburgo, Leeds Bradford, Londres-Luton, Lorient, Mánchester, Newcastle, Belfast-City, Birmingham, Southampton, Burdeos, Faro y Málaga. Ese año se registró un récord de 309.000 pasajeros que utilizaron el aeropuerto. Ese año también pasó por allí el pasajero número dos millones.
El 21 de febrero de 2007, el Gobierno de Irlanda anunció que proporcionaría 6,3 millones de euros en subvenciones de capital para el aeropuerto de Galway. En 2008, esta asignación se redujo entre un 50% y un 60% como resultado de los recortes presupuestarios nacionales. Aer Arann añadió un servicio a Ámsterdam en 2008 que operaba a través del aeropuerto de Waterford, pero se suspendió después de un corto período.
Después de 2008, el número y las rutas disminuyeron considerablemente y sólo quedaron las rutas de Aer Arann a Londres-Luton, Lorient (estacional), Mánchester y Edimburgo. En 2010, Manx2 añadió dos servicios: Belfast-Internacional y Cork; estos servicios se retiraron en 2011. En marzo de 2011, Aer Arann lanzó vuelos dos veces al día al aeropuerto de Londres-Southend. Se cobró una "tarifa de desarrollo" adicional de 10 € a todos los pasajeros que partieran mayores de 12 años.
En junio de 2011, el gobierno irlandés anunció que la financiación para el aeropuerto de Galway cesaría en diciembre de 2011. El gobierno declaró que se había tomado la decisión de centrarse en los otros cuatro aeropuertos regionales, que recibirían financiación estatal para 2012. El 12 de octubre de 2011, Aer Arann anunció que suspendería sus servicios desde Galway durante la temporada de invierno, a partir del 31 de octubre. Esto significó que no había servicios programados desde Galway. La dirección del aeropuerto declaró que el aeropuerto permanecería abierto. Galway fue el segundo aeropuerto irlandés después del aeropuerto de Sligo en el que se suspendieron sus servicios regulares en 2011. En febrero de 2012, los trabajadores del aeropuerto organizaron una sentada para protestar contra el riesgo de que sus indemnizaciones por despido no se materializaran después de que los banqueros del aeropuerto se hubieran apoderado de su capital de trabajo.
En 2013, las dos autoridades locales, el Ayuntamiento de Galway y el Consejo del Condado de Galway, tomaron el control del aeropuerto. En noviembre de 2013, se anunció que cesaría la licencia de aviación del aeropuerto, cerrando efectivamente la instalación.
En enero de 2015, el aeropuerto de Galway reabrió brevemente a vuelos comerciales. El aeropuerto estuvo operado bajo licencia del Consejo del Condado de Galway hasta mayo de 2015 por Carnmore Aviation Ltd., una empresa propiedad de Conneely Group en Ballinasloe. El Grupo también es propietario del aeropuerto de Weston, cerca de Dublín, y el personal se compartía entre los aeropuertos. "Es sólo un pequeño paso, pero es fantástico tener de nuevo la aviación comercial en el aeropuerto de Galway". El aeropuerto cerró al tráfico comercial en 2016 y, a partir de entonces, solo fue utilizado por un club de vuelo local.
Durante la pandemia de COVID-19, las autoridades sanitarias irlandesas utilizaron el aeropuerto como uno de los lugares para su programa público de pruebas de COVID-19.
En 2021, se anunciaron planes para remodelar el sitio como estudio para producción de cine y televisión, que se inaugurará en 2022, pero a partir de 2023, estos no han procedido, en parte, aparentemente, debido a la duración limitada del permiso de obras concedido. Ha habido debates en los consejos de la ciudad y del condado de Galway sobre las opciones de propiedad futuras.